# Ehrenstéen
Ehrenstéen var en svensk adelsätt, adlad 1657, introducerad 1660 på nummer 33, Uppflyttad i dåvarande riddareklassen 1686, och utdöd 1711.
Bononius Holstani eller Bonde Holstensson, född 1541, död 1605-03-14. Gift 1582 med Sigrid Laurin, dotter av kronobefallningsmannen vid Stegeborg Lars Olofsson (stamfader för adliga ätterna Laurin, och Lagerström) och Helena Jonsdotter. Hans son, Philippus Bononis eller Filip Bondesson, född 1593 i Furingstads prästgård, död 1669, var hovpredikant hos pfalzgreven Johan Casimir 1620, Komminister i Häradshammars och Jonsbergs församling av Linköpings stift 1630, kyrkoherde i Locknevi och Blackstads församlingars pastorat av nämnda stift 1634 och prost där. Han omtalas i Locknevi sockens kyrkobok såsom en lärd men orolig man. Gift 1) med Margareta Ewertsdotter, vars fader, inkommen från England, var handlande i Söderköping. Gift 2) med Anna Eriksdotter.
Deras son, Edvard Ehrenstéen (1620-1686) (Edvard Philipson före adlandet) adlades Ehrenstéen till Forsby i Österåkers socken i Sörmland, Barkestorp i Dörby socken och Almnäs i Fågelås socken. Han var en utmärkt skicklig och mycket använd statsman samt stod i särdeles nåd hos konung Carl X Gustaf. Gift 1655-02-08 med drottning Christinas kammarfröken Catharina Wallenstedt född 1627-03-10 i Uppsala, död 1719-10-25 i Stockholm. Dotter till biskopen i Strängnäs stift doktor dotter till biskop Laurentius Olai Walliuss (adlad Wallenstedt), och hans 1:a hustru Catharina Tidemansdotter.

## Släkttavla
1. Philippus Bononius
2. Edvard Ehrenstéen (1620-1686) (Edvard Philipson före adlandet), gift med Catharina Wallia.
  1. Lars Filip Ehrenstéen (1662-1700),  svensk militär, avled ogift år 1700.
  2. Edvard Ehrenstéen (1664–1711), med honom utgick ätten Ehrenstéen 1711.
  3. Margareta Ehrenstéen, gift med Nils Gyldenstolpe (1642–1709)